# معبد شاتوربوج
معبد شاتوربوج هو معبد هندوسي يقع في بلدة أورتشها، مدهيا برديش، الهند.